# セックス喜劇 鼻血ブー
『セックス喜劇 鼻血ブー』（せっくすきげきはなぢブー）は、1971年の日本映画。左とん平主演、高桑信監督。東映東京撮影所製作、東映配給。R18+。
左とん平唯一の主演映画で、"早漏"を扱った異色のセックス喜劇。公開時の『月刊明星』に「勉強になる」と書かれている。

## あらすじ
太平洋モーターズの営業職営業マン・早田勇（左とん平）は、早漏にいつも悩み営業成績はビリ。やっとモノにしかけたお客もライバル会社のセールスウーマン・小川夏子（桑原幸子）に取られてしまう。実は夏子は太平洋モーターズの社長・小川幾太郎（太宰久雄）の娘だった。縁は異なもの乙なもの、ひょんな切っ掛けから、夏子が早田にホの字になる。しかし早田は早漏が心配で据え膳に箸がつけらず、夏子はじれったい想いが募る。同僚で会社の売り上げトップを誇る加山達也（小池朝雄）の策略で会社をクビになった早田は、大学時代の友人・細井友彦（小松政夫）にバッタリ会う。細井は早漏防止用のコンドームの研究をしていた。細井も早漏で悩み、恋人・加代子（集三枝子）と結婚できずにいた。細井ばかりか太平洋モーターズの社長以下、まわりはソーロー人間ばかりだった。世の同病の男たちを救おうと早田は細井の研究に協力することを決めた。

## キャスト
- 早田勇：左とん平
- 細井友彦：小松政夫
- 小川幾太郎：太宰久雄
- 小川夏子：桑原幸子
- 小川勝子：根岸明美
- 清水大六：山城新伍
- 清水百合江：賀川雪絵
- 加山達也：小池朝雄
- 神村勢力斉：小松方正
- 加代子：集三枝子
- 寺沢：村上不二夫
- 鈴木：三角八郎
- 照代：桂ルミ
- みどり：由紀梨絵
- 花代：英ミエ
- ぽん太：松井康子
- 玉奴：小林千枝
- 晶子：竹村清女
- 京子：林家眠々
- あけみ：梶原真由美
- ドクトル西垣：松窪耕平
- 山辺トモコ：丹下キヨ子
- 葬儀屋：萩本欽一
- 紳士：東光生
- 綾子：三原葉子
- 老婦人：武智豊子
- お多福の客：佐藤晟也
- お多福の客：須賀良
- トラックの運転手：五野上力
- 体操の指導員：ストレートコンビ
- 満州娘：杉本美樹
- 眼鏡さん：大村崑
- 太平：渡辺正美

## スタッフ
- 監督：高桑信
- 脚本：山本英明・松本功
- 企画：扇沢要・安斉昭夫
- 撮影：仲沢半次郎
- 美術：中村修一郎
- 音楽：津島利章
- 録音：井上賢三
- 照明：銀屋謙蔵
- 編集：祖田富美夫
- 助監督：三堀篤

## 製作

### 企画
本作は1971年1月に映画本部長兼テレビ本部長の就任で、東映の映像作品（商業映画・教育映画・テレビドラマ・アニメ等）の製作・配給・興行の全権を掌握した岡田茂プロデューサーが、1967年の『大奥㊙物語』以降、路線化していた「㊙シリーズ」として企画された。タイトルから『㊙』は外されたが、岡田は1969年に「㊙シリーズ」として『謝国権「愛(ラブ)」より ㊙性と生活』という"体位"をテーマにした映画を作っているため、その流れにある映画といえる。
本作は映画のタイトルだけ、当時最も売れっ子漫画家だった谷岡ヤスジの漫画『ヤスジのメッタメタガキ道講座』内のセリフで、流行語になった「鼻血ブー」だけ拝借（パクリ）しているが、内容は谷岡ヤスジの漫画とは関係がない。本作は早漏防止法を扱った珍品映画である。本作が公開された同じ年に『ヤスジのメッタメタガキ道講座』の同タイトルの実写映画とアニメ映画（『ヤスジのポルノラマ やっちまえ!!』）が製作されているがそれらとも関係がない。

### 脚本
東映はシナリオ作成のヒントにすると称し、一般男女から早漏解決のための変わった体験談を公募した。送り先は東映本社文芸課の『早漏防止法』係だった。1970年9月17日号の『週刊平凡』にその募集の記事があることから、本作の企画は1970年夏と見られる

### 監督&キャスティング
監督の高桑信は、1959年に東映入社以降、東映京都撮影所と東映東京撮影所で100本以上の映画の助監督に就き、前年の『現代女刷師』で監督に昇格した。その後は当時の東映の二大プログラムピクチャー、任侠路線とエロ路線（東映ポルノ）の両方の監督を務めたが、3～4年で表舞台から姿を消した。
葬儀屋店主として出演する萩本欽一は縁の薄い唯一の東映映画出演。杉本美樹は『温泉みみず芸者』がデビュー作とされるが、デビュー作は本作である。ドクトル西垣として出演する松窪耕平は当時、セックスカウンセラーとして有名だった。

### タイトル
最初のタイトルは『セックス恐怖症・早漏防止法』で、映画の内容を現すタイトルであったが、映倫の脚本内審で「あまりにもストレート過ぎる」「『早漏防止法』などと書かれた看板が都会の劇場に立てられたのでは街の美観を損なう」などともっともなクレームが付き、変更を要請され、やむなく『男性強化法』とタイトルを変更した。しかし「ボディービル映画みたいでいかにも固い」などと社内会議で問題となり、そこで「早すぎる男（早漏）は血が余っているから、鼻血ブーなんじゃないか」と無理やり流行に乗っかり、最終的に『セックス喜劇 鼻血ブー』に変更した。『週刊ポスト』からは「ハヤリ言葉にすぐさま飛びついてしまうのでは、せっかく『温泉みみず芸者』などという、ユニークな題名を生み出した東映のオリジナリティが泣く」などと批判された。1970年前後は企画の貧困により邦画各社は、今日によく似たマンガ・劇画人気に力を借りた映画作りが大流行していたため、『週刊読売』は、東映の流行マンガの題名を頂いて商品にする魂担を批判した。

## 同時上映
『暴力団再武装』
主演：鶴田浩二 / 監督：佐藤純彌 / 脚本：村尾昭

## 興行成績
公開3日後の1971年5月10日に東映本社で記者会見があり、岡田茂常務が労使関係の問題には触れないことを条件に、今後の製作方針を説明し「『暴力団再武装』は期待ほどではなかった。しかしこの後の『昭和残侠伝大会』は予想以上に(お客が)来ると思う。東映は製作配給で独走しており、それにアグラをかき易いが、東映は守りが下手であり、本領は攻撃にある。今後はこれまで鶴田浩二・高倉健ら主軸スターに頼り過ぎていたのを改め、菅原文太、梅宮辰夫、千葉真一といったヤングパワーを強める」などと話した。東映の映画部門は岡田茂の才能で、波に乗っていた。